# Lijst van burgemeesters van Abcoude
Dit is een lijst van burgemeesters van de voormalige Nederlandse gemeente Abcoude in de provincie Utrecht. 

Tot 19 april 1814 viel deze gemeente onder de provincie Holland. Op 1 januari 1818 werd de naam gewijzigd in Abcoude-Proostdij. Op 1 mei 1941 werd de gemeente samengevoegd met Abcoude-Baambrugge en kreeg zij haar oorspronkelijke naam, Abcoude, weer terug. Op 1 januari 2011 werd Abcoude ten slotte toegevoegd aan de gemeente De Ronde Venen.

## Abcoude (tot 1818)
| Ambtsperiode | Naam burgemeester   | Leven | Partij of stroming | Bijzonderheden                     |
| ------------ | ------------------- | ----- | ------------------ | ---------------------------------- |
| 1811 - 1818  | N. van Voorthuijsen |       |                    | maire/schout/burgemeester tot 1840 |

## Abcoude-Baambrugge (1818-1941)
| Ambtsperiode                                      | Naam burgemeester     | Leven | Partij of stroming | Bijzonderheden |
| ------------------------------------------------- | --------------------- | ----- | ------------------ | -------------- |
| ?? - 1843                                         | N. van Voorthuijsen   |       |                    |                |
| 1843 - 1866?                                      | J.J. van Voorthuijsen |       |                    |                |
| zie ook lijst voor Abcoude -Proostdij (1818-1941) |                       |       |                    |                |

## Abcoude-Proostdij (1818-1941)
| Ambtsperiode | Naam burgemeester                                                | Leven     | Partij of stroming | Bijzonderheden                                                         |
| ------------ | ---------------------------------------------------------------- | --------- | ------------------ | ---------------------------------------------------------------------- |
| 1818 - 1840  | N. van Voorthuijsen                                              |           |                    | al maire/schout/burgemeester sinds 1811                                |
| 1840 - 1866  | J.J. van Voorthuijsen                                            |           |                    |                                                                        |
| 1866 - 1885  | Jan Jacob de Tourton Bruijns (1829-1904)                         |           |                    | Later burgemeester van Borculo                                         |
| 1885 - 1893  | C.L. Roos Vlasman                                                |           |                    |                                                                        |
| 1893 - 1903  | Cornelis Jan Doude van Troostwijk                                |           |                    |                                                                        |
| 1903 - 1912  | Jhr. mr. Willem Bernardus (W.B.) Sandberg                        |           |                    | Later burgemeester van Haarlem                                         |
| 1912 - 1916  | Frederik Christiaan Constantijn baron van Tuyll van Serooskerken |           |                    | Later burgemeester van Zuilen                                          |
| 1917 - 1923  | Jhr. Pieter Paul (P.P.) de Beaufort                              | 1886-1953 |                    | Later burgemeester van Soest en burgemeester van Driebergen-Rijsenburg |
| 1924 - 1934  | Jhr. mr. Cornelis Dedel                                          |           |                    |                                                                        |
| 1934 - 1939  | Mr. Loek (A.L.) des Tombe                                        | 1907-1987 |                    |                                                                        |
| 1939 - 1941  | Mr. Sam (S.P.) baron Bentinck                                    | 1909-1998 |                    | Aansluitend burgemeester van Abcoude.                                  |

Voor de samenvoeging in 1941 van Abcoude-Baambrugge en Abcoude-Proostdij hadden deze over het algemeen dezelfde burgemeester.

## Abcoude (vanaf 1941)
| Ambtsperiode | Naam burgemeester                        | Leven     | Partij of stroming | Bijzonderheden                                                    |
| ------------ | ---------------------------------------- | --------- | ------------------ | ----------------------------------------------------------------- |
| 1941 - 1944  | Mr. Sam (S.P.) baron Bentinck            | 1909-1998 |                    | Voorheen burgemeester van Abcoude-Baambrugge en Abcoude-Proostdij |
| 1944 - 1945  | Jan Hettema                              | 1904-1945 | NSB                | Burgemeester van Abcoude en Vinkeveen                             |
| 1945 - 1947  | Mr. Sam (S.P.) baron Bentinck            | 1909-1998 |                    | Voorheen burgemeester van Abcoude-Baambrugge en Abcoude-Proostdij |
| 1947 - 1963  | Jhr. mr. Louis Albert Quarles van Ufford | 1916-1994 |                    |                                                                   |
| 1963 - 1974  | Carel Knoppers                           | 1930-2021 | CHU                |                                                                   |
| 1975 - 1980  | Hans (L.J.) van Welsenis                 | 1930-1988 | PPR / PvdA         | Later burgemeester van Middelharnis                               |
| 1981 - 1988  | Mr. Ad (A.) Bestman                      | 1944-1988 | D66                | Eerste blinde burgemeester van Nederland                          |
| 1989 - 1995  | Joost (J.) de Raad                       | *1933     | VVD                | voorheen waarnemend burgemeester van Echteld                      |
| 1995 - 2004  | Annette (A.A.) van der Most-de Ridder    |           | VVD                | Voorheen wethouder te Nieuwkoop                                   |
| 2004 - 2010  | Dr. Jan (J.) Streng                      |           | VVD                | Waarnemend                                                        |